# Blossia namaquensis
Espèce
Blossia namaquensis est une espèce de solifuges de la famille des Daesiidae.

## Distribution
Cette espèce se rencontre en Afrique du Sud et en Namibie.

## Description
Le mâle holotype mesure 11,25 mm.

## Étymologie
Son nom d'espèce, composé de namaqu[aland] et du suffixe latin -ensis, « qui vit dans, qui habite », lui a été donné en référence au lieu de sa découverte, le Namaqualand.

## Publication originale
- Purcell, 1902 : On some South African Arachnida belonging to the orders Scorpiones, Pedipalpi, and Solifugae. Annals of the South African Museum, vol. 2, p. 137–225 (texte intégral).